# VI. Knut dán király
VI. Knut Valdemarsson vagy Istenfélő Knut (1163 – 1202. november 12.) dán társkirály 1170-től, király 1182-től haláláig. Uralkodása idején Dánia kivonult a Német-római Birodalom területéről, de kiterjesztette fennhatóságát a Balti-tenger déli partvidékére, Pomerániára, Mecklenburgra és Holsteinre. A királynak területszerzésben játszott szerepét elhomályosította fivére Valdemár schleswigi hercegé (később II. Valdemár király) és Absalon érseké. Személyes befolyása vitatott: gyakran Absalon püspök politikájának követőjeként tekintenek rá. Kortárs források mélyen vallásos és őszinte embernek írják le.
I. (Nagy) Valdemár legidősebb fia volt. Trónralépte – tanácsadója, Absalon püspök ötletére – nem újította meg a Barbarossa Frigyes császárnak tett hűbéresküjét. 1184-ben elfoglalta Pomerániát és Mecklenburgot, melynek lakóit adófizetésre bírta, 1197-ben pedig Észtországba vezetett keresztes hadjáratot. Győzelmeit a nevéhez illesztett Slavonorumque rex ("Szlávok királya") cím örökítette meg. 1200-1202-ig még Holsteint, Lübecket és Hamburgot is hatalma alá hajtotta. Dánia súlya megnövekedett az európai politikában. Ezt jelezte nővérének, Ingeborgnak  II. Fülöp Ágost francia királlyal kötött házassága és az hogy Dánia beleavatkozhatott a német uralkodók közti vitákba. A Német-római császárságot dúló polgárháború idején Welf Ottó ellenkirályhoz szegődött, egyúttal azonban a ditmarsok szövetségében Adolf, Holstein grófja ellen küzdött, kit végül 1201-ben el is fogott. Knut huga Lüneburgi Vilmoshoz ment feleségül, így az ifjabb Welf törzsanyja lett. 1192 után az ország déli politikáját Knut fivére, Valdemár irányította, aki a dán uralmat az Oderán túli keleti balti régióra terjesztette ki. A gyermektelen Knut királyt halála után Valdemár lépett a trónra.

## Gyermekei
Felesége Oroszlán Henrik szász herceg leánya, Gertrúd volt (házasság: 1171 vagy 1177, †1197), gyermekük nem született.